# Észak-Alföld turisztikai régió
Az észak-alföldi régió területének nagyobb része megegyezik az Észak-Alföld turisztikai régióval, egy kisebb része (Jász-Nagykun-Szolnok vármegye északkeleti területe és Hajdú-Bihar vármegye északnyugati csücske) pedig a Tisza-tó turisztikai régióhoz tartozik.

## Turisztikai nevezetességei

### Épített örökség

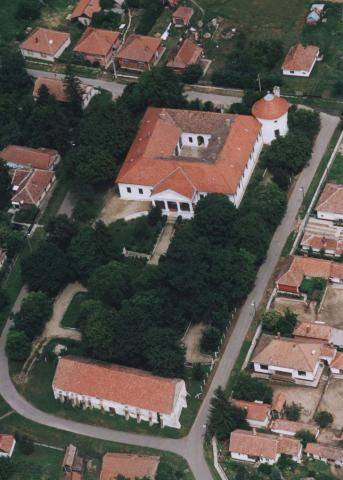
Nagykereki - Bocskai-vár

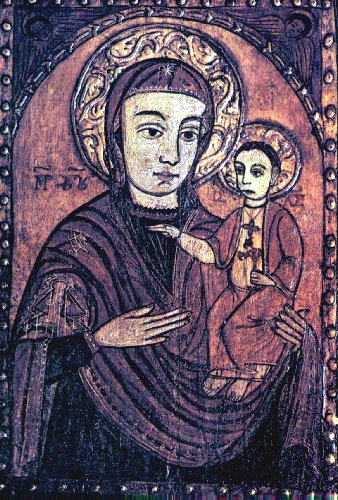
A máriapócsi könnyező Szűz Mária.

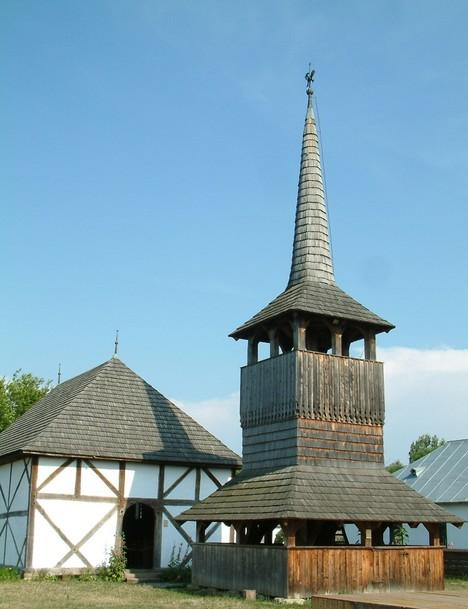
Nyíregyháza - A sóstói skanzen

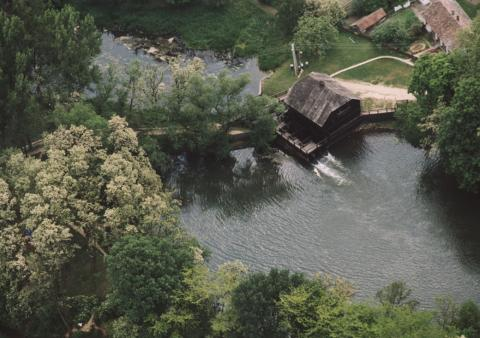
Túristvándi - Vízimalom

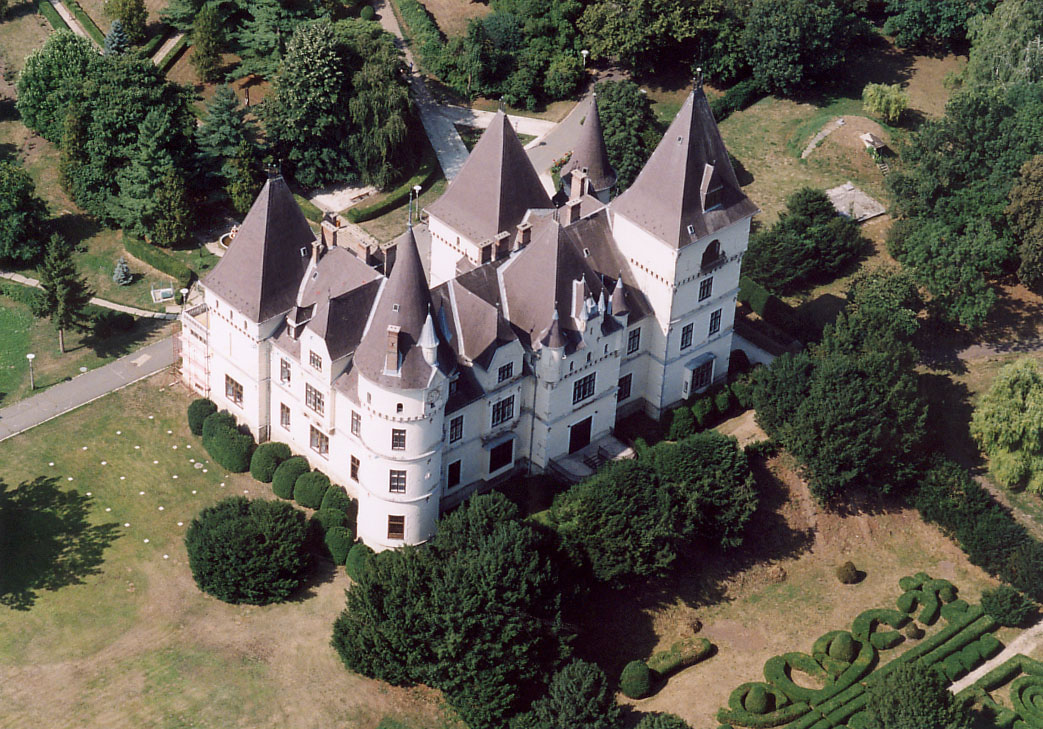
Tiszadob - Andrássy-kastély

Nevezetességek Hajdú-Bihar vármegye településein
Debrecen
Az ország második legnagyobb városa. Jelképes épülete a református Debreceni Nagytemplom, de neves még a Református Kollégium is sok híres diákja miatt. Az Aranybika Szálló Magyarország legrégebb óta működő hotelje. További nevezetes épületei a klasszicista Városháza, a református Kistemplom, a Veres-templom, a Zsinagóga, a görögkatolikus templom, a Kossuth Lajos Tudományegyetem, Közép-Európa legnagyobb szélmalma s az Állatkert.
Hajdúböszörmény
Magyarország ősi települései közé tartozik, melynek fennmaradt korai településszerkezete. Fontos látnivalói a református templom, a Hajdúsági Múzeum, a Szabadtéri Múzeum.
Valamint már negyedjére szervezik meg a Hajdúsági EXPO -t.
Monostorpályi
A község legjellemzőbb műemlék jellegű épülete, a három építményből álló, több emeletes gabonatárolónak használt un. „tubus” magtár. Az egyedi műemlék együttest alkotó három terményszárító 1826-ban épült. Ezek az épületek szerves részei voltak az uradalmi udvarnak. Az önkormányzat 1992-ben megvásárolta az épületegyüttest és az Országos Műemléki Hivatallal közösen felújította.
Nyíracsád
A Debrecentől 35-km-re található település már a honfoglalás előtt is lakott volt. Főterén magasodik a vármegye legősibb, Árpád-kori temploma. A XIII. századi templom mellett haranglábat láthatunk.
Érdekes látnivalót jelent Nagykerekiben a Bocskai-vár, Püspökladányban a Szent Ágota híd, valamint a megyeszerte megtalálható kunhalmok és Árpád-kori templomromok (Herpály, Zelemér, Gút).
Nevezetességek Jász-Nagykun-Szolnok vármegye településein
Jászberény
A Duna-Tisza közének északi részén, a Zagyva folyó két partján terül el, Budapesttől 79 km-re keletre. Több száz esztendeig a XIII. században idevándorolt jászok népcsoportjának központja volt. A Szűz Mária-templom tornyát a szent korona mása díszíti. Érdemes látogatást tenni a Jász Múzeumba is, ahol „Lehel kürtje” látható. Az Állatkertben nem csak egzotikus de hazai állatok is megtekinthetők.
Mezőtúr
Már a középkorban ismert volt fazekasságáról és élénk vásárairól. Erre utal a Túri Fazekasmúzeum és a Badár Balázs Fazekasház.
Szolnok
A Tisza és a Zagyva találkozási pontjában elterülő város főbb emlékei a Városháza, az Evangélikus templom, a Szigligeti Színház. A Szolnoki Gyógyfürdőben a reumatikus és nőgyógyászati problémákkal küzdők találhatnak kezelésre. Érdemes sétát tenni a Tisza partján vagy ellátogatni a Szolnoki Művésztelepre (1902), a Damjanich Múzeumba vagy a Szolnoki Galériába, a barokk ferences templomba, a Milléri szivattyútelepre és a Magyar Repüléstörténeti Múzeumba.
Túrkeve
A helység nevét a Finta – testvérek tették világhírűvé, műveiket a Finta Múzeum ismerteti meg a közönséggel. A településen 2000 m-ről tör fel a kén- és jódtartalmú termálvíz.
Nevezetességek Szabolcs-Szatmár-Bereg vármegye településein
Csaroda
A Beregi-síkságon, Nyíregyházától 73 km, Vásárosnaménytól 12 km távolságra fekvő település. Értékes temploma már 700 esztendeje áll, falait 1640-ben fehér színűre festették és virágmintákkal díszítették.
Kisvárda
Leghíresebb nevezetessége a 15. században emelt vár reneszánsz árkádjaival. Az épület történetét a Rétközi Múzeum anyaga dolgozza fel.
Máriapócs
Híres zarándokhely Nyíregyházától kb. 30 km-re délkeletre. A Könnyező Madonna kegyhelye, nemzeti kegyhely és búcsújáróhely. Görög – katolikus bazilikája könnyező Madonna-képe miatt vált ismertté. 1756-ban II. Pius pápa emelte basilica minor rangra. 1991-ben II. János Pál pápa is felkereste.
Nádudvar
A Hortobágy közelében fekvő település már 200 éve a fazekas mesterek otthona. Növényi ornamentika és a geometriai formák nyernek hangsúlyt a helyi fazekas művészetben, jellegzetes a fekete kerámia. Mindezt a Fazekasműhelyben csodálhatják meg a vendégek. Felkereshető a 2006-ban felújított népi kismesterségek szakiskolájának épülete, ahol gyakorlatban tekinthető meg a fazekas-, kéziszövő-, fafaragó,- kosárfonó-, hímző munka folyamata.
Nyírbátor
Szabolcs-Szatmár-Bereg DK-i részén, a Nyírségben fekvő kisváros. Mátészalka 20 km-re, Máriapócs 11 km-nyire található. Legfőbb látványossága a Johannes Paul által épített Szent György-templom, gótikus mestermunka a XV. századból külön magasodó harangtoronnyal. A katolikus Minoritatemplom barokk stílusban épült. A Báthory Múzeum a nemesi családok életébe enged bepillantást.
Nyíregyháza
Megyeszékhely. A várostól 4 km-re fekszik a neves Sóstófürdő, hol a fürdőkultúra immár 300 éves múltra tekint vissza. Érdemes megtekinteni az Állatparkot, mely a legnagyobb az országban. Figyelemre méltó a 7,5 ha fekvő Múzeumfalu. Látnivalók még: Városháza, Vármegyeháza, Nyírvíz-palota, görögkatolikus püspöki palota, Kállay Gyűjtemény, Jósa András Múzeum.
Szatmárcseke
Temetője egyedülálló Európában 600 csónakformájú sírjával. Itt nyugszik Kölcsey Ferenc, a Himnusz szerzője. A Kultúrházban a Kölcsey-emlékszobában ismerkedhetünk meg életével, személyiségével és alkotásaival.
Tákos
A Bereg szívében, Nyíregyházától északkeletre 63 km-re található. Református temploma a „Mezítlábos Notre-Dame" elnevezést kapta, a népi építészet gyöngye 1766-ból. A környék legszebb műemlékének is tartják, ún. népi barokk stílusban épült, tetejét zsindellyel fedték, földje döngölt agyag. Különleges faragott és festett berendezése és festett kazettás mennyezete (Asztalos Lándor Ferenc munkája). A fatorony külön áll, de a templommal egyidőben keletkezett.
Tiszadob
Itt kezdték meg a Tisza szabályozást 150 évvel ezelőtt Széchenyi István kezdeményezésére. Ennek emlékére emlékművet állítottak. Az Andrássy kastély (1860) eklektikus stílusban épült, mesekastélyokat juttat látogatói eszébe, parkjának labirintusa a maga nemében egyedülálló az országban.
Túristvándi
Az Erdőháton, a Túr-folyó mellett fekszik a Kölcse, Szatmárcseke, Tiszakóród, és Kömörő által határolt Tiszahát területén. XVIII. századi vízimalma még ma is működik, ipartörténeti szempontból jelentős építmény. Népi stílusban épült, alulcsapós, három hajtókerekes épület, tetején fazsindellyel. Szabadtéri Néprajzi Múzeumában megtekinthető a helység 500 esztendős gótikus református temploma.

### Természeti örökség

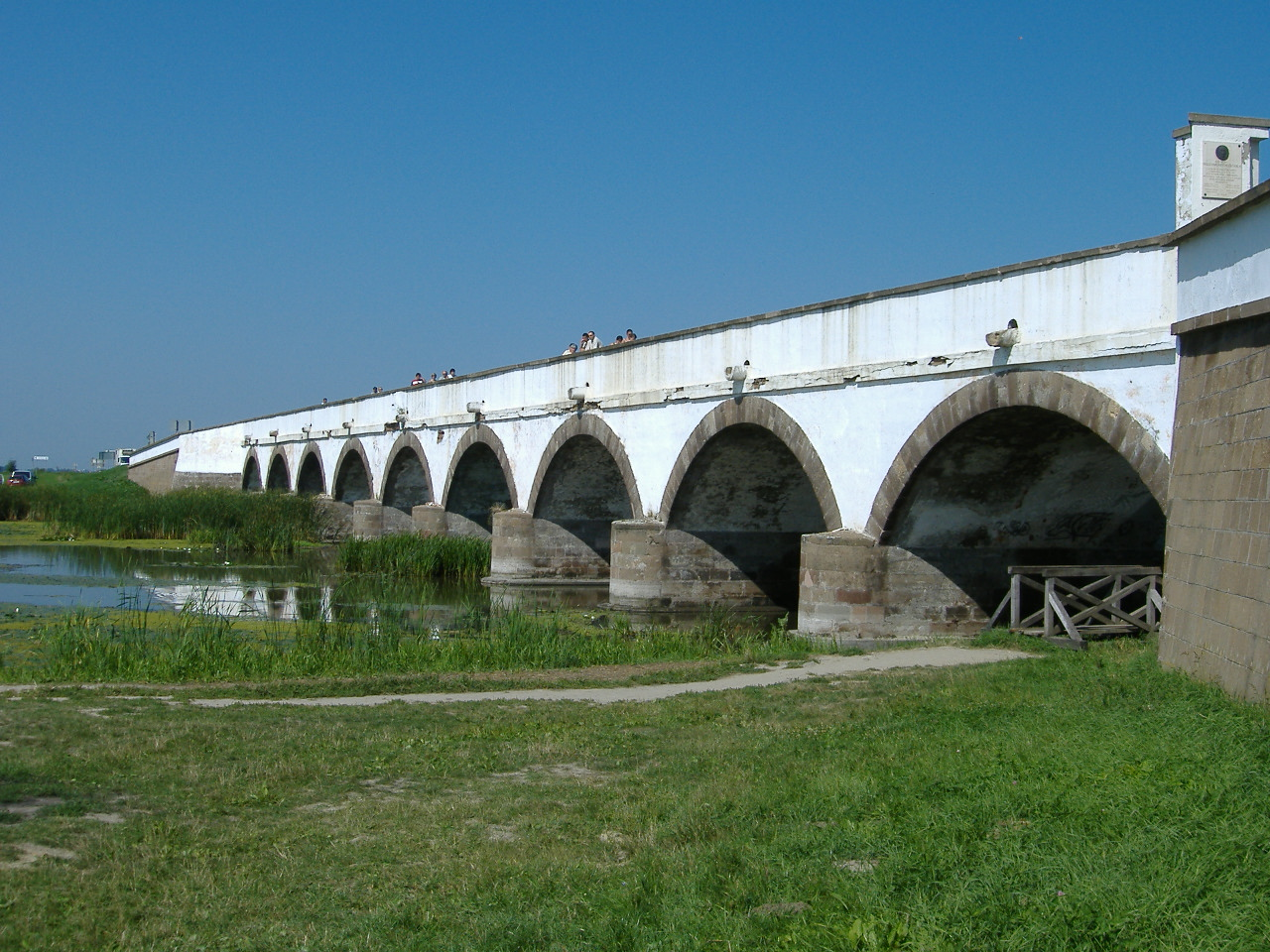
A hortobágyi kilenclyukú híd

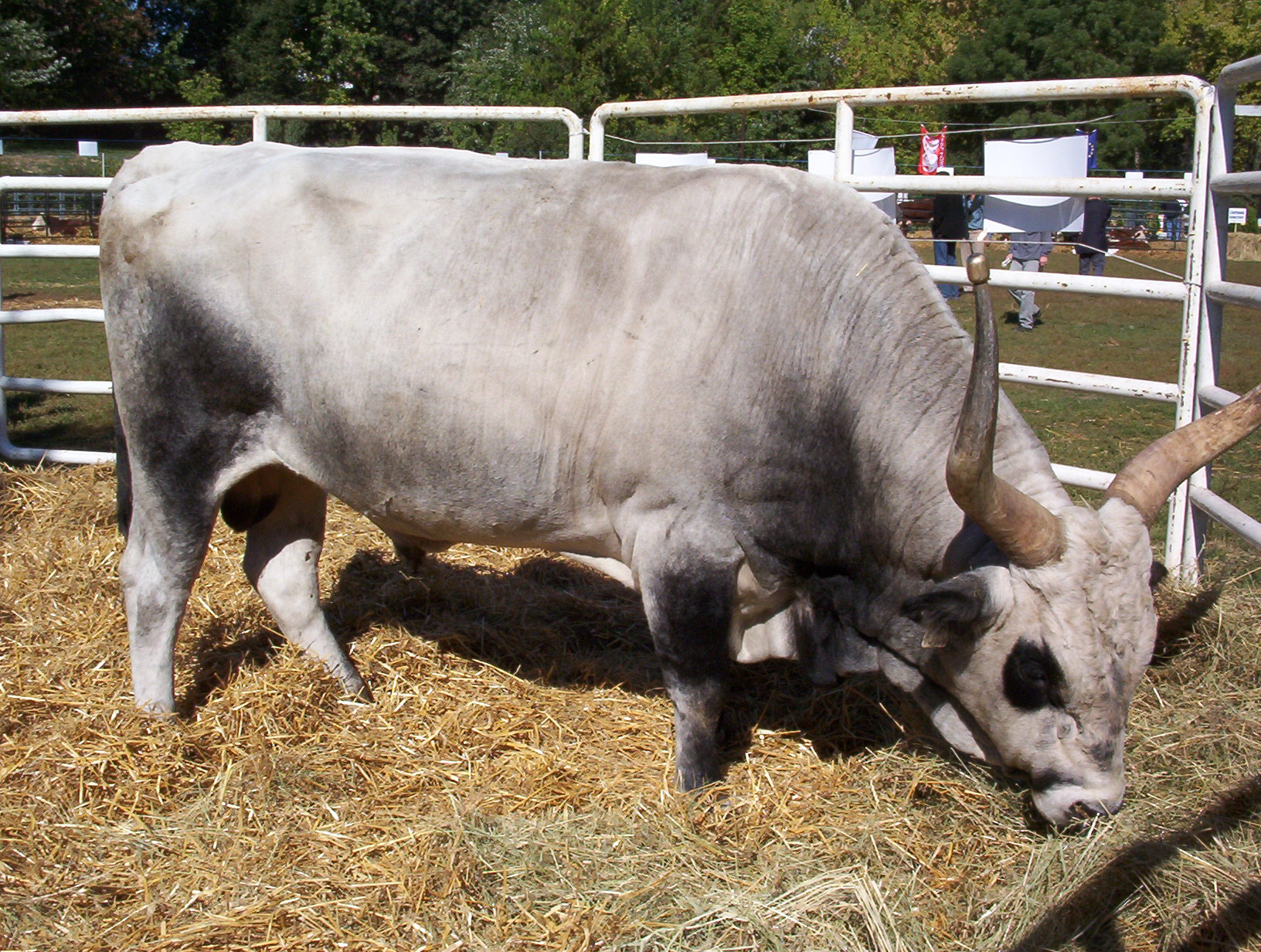
Minden év őszén Hortobágyon rendezik meg a Magyar Szürke Tenyészbika Bemutató és Vásárt.

Hortobágyi Nemzeti Park (Észak-Alföld és Tisza-tó turisztikai régiók)
1973. január 1-jén hozta létre az Országos Természetvédelmi Hivatal hazánk első nemzeti parkjaként. Területe 82 000 ha. 1999. november 30-án Marrakeshben, az UNESCO Világörökség Bizottságának ülésén felvették a Hortobágyi Nemzeti Park egész területét a Világ Kulturális és Természeti Örökségének listájára.
Bemutatóhelyei: a Hortobágyi-Halastavi Bemutatóterület, a Hortobágyi Pásztormúzeum (Hortobágy falu), a Mátai ménes (Hortobágy falu), a Pusztai Állatpark (Hortobágy 2 km), a Körszín (Hortobágy falu), a Nyugati Fogadóház (33-as út leágazás), a Szálkahalmi Őrház (33-as főút 79.km), a Tájház (Nagyiván), a Meggyes Csárdamúzeum (33-as főút 60.km), a Szélmalmi Fogadóház (Karcag). A bemutatóhelyek egy része a Tisza-tó turisztikai régió területén fekszik.
Tiszakürti Arborétum
1880-ban alapította Arborétumát saját birtokán, a Tisza árterében Bolza Péter. A parkban 600 különböző növényfaj található meg.

## Egészségturizmus: gyógy- és wellnessturizmus
Hajdú-Bihar vármegye gyógyfürdői
- Aquaticum Gyógyfürdő - (korábban Nagyerdei Gyógyfürdő) Debrecen [1]
- Hungarospa Gyógyfürdő - Hajdúszoboszló - 1925. október 25-én szénhidrogén kutatások nyomán 1091 méterről fakadt a felszínre (földgáz kíséretében) a 73 Celsius-fokos víz, melynek gyógyhatását hamarosan vizsgálni kezdték és bizonyították. 1927. július 26-án megnyitották az ún. fövényfürdőt. 1991-ben - részvénytársasággá alakult az önkormányzat vezetésével. az 1990-es években ásványvíz-palackozás indult, 1996. január 1- az államosított szoboszlói termálkutakat visszakapta a város, és elindult 8 éves fejlesztési programja, megnyílt a gyógyszanatórium saját fürdőépülettel, majd 2002-ben a Széchenyi Terv keretein belül a legnagyobb magyarországi Aquapark. 2004-ben új ásványvíz palackozóüzemet avattak, 2008. júniusban pedig elindították a város legnagyobb idegenforgalmi beruházását az Aqua-Palace fedett élményfürdő megépítését európai uniós támogatással. A víz összetétele: jódos, brómos, konyhasós, hidrogénkarbonátos termálvíz, mely bitument és ösztrogént illetve további nyomelemeket tartalmaz. A vizet mind fürdőkúra mind ivókúra formájában hasznosítják: idült ízületi gyulladások, degeneratív ízületi elváltozások, gerinc idült gyulladásos degeneratív megbetegedései, idült idegfájdalmak, ideggyulladások kezelése, gyermekbénulás utáni, valamint agyvérzés, agyműtét, bénulások és idült izomfájdalmak, sérülések, sportsérülések utókezelése, nehezen gyógyuló csonttörések, érszűkület egyes fajtái, idült nőgyógyászati megbetegedések, meddőség, idült bőrbetegségek kezelése folyik a különböző terápiák alkalmazásával.
- Hunguest Hotel Béke Gyógyszálló és Gyógyfürdő - Hajdúszoboszló [2]
- Püspökladányi Gyógyfürdő - Püspökladány: Idegenforgalmi nevezetessége a regionális jelentőségű (2004) gyógyfürdő, valamint környezetének természeti értékei. Gyógyhatású vize vetekszik a hajdúszoboszlói gyógyvízzel. Vízét 1987-ben minősítették gyógyvízzé, hatásos idült ízületi gyulladások és degeneratív gerinc- és ízületi elváltozások ellen. Idegfájdalmak, gyulladások, izomfájdalmak, idült bőrbetegségek kezelésére, illetve érszűkületek bizonyos típusainak gyógyításra hasznosítják. [3]

Jász-Nagykun-Szolnok vármegye gyógyfürdői
- Berekfürdő Termál- és Strandfürdő - Berekfürdő: A nagykunsági tanyavilágban Pávai-Vajna Ferenc 1928–30-ban fúrt két kutat (mélységük 1186 és 801,7 m), melyeknek vízét 1974-ben minősítették gyógyvízzé. Alkáli-hidrogénkarbonátos, jódos gyógyvizére népszerű termál- és strandfürdő épült, évente 300 000 vendéget vonz. [4]
- Gyógy- és Strandfürdő - Cserkeszőlő: 1942-43-ban a Magyar-Amerikai Olajkutató Társaság szénhidrogén-kutatása során találták meg az akkor 96 fokos, alkáli-kloridos hidrogénkarbonátos, konyhasós, jódos, brómos gyógyvizet, mely idült mozgásszervi és gyulladásos megbetegedések esetén ajánlott. A fürdő építését 1955-ben kezdték el. Fürdőjavallatok, kezelhető betegségek: Bőrgyógyászati megbetegedések, csontrendszer betegségei, idült betegségek utókezelése, rekreáció, izomgörcsök oldása, izomzúzódások, rándulások, ízületi betegségek, reuma, sportsérülések utókezelése. [5]

Szabolcs-Szatmár-Bereg vármegye gyógyfürdői
- Sóstógyógyfürdő - Nyíregyháza: évszázadok óta kedvelt üdülőhely. 2000 m2 területű park veszi körül a meleg, kb. 26 °C hőmérsékletű tavat. Az érintetlen természet hangulatát idéző Sóstófürdő, az üdülni és gyógyulni vágyók kedvelt pihenőhelye. Található itt strand, csónakázótó, gyógyító hatású termálvíz, tavon kialakított szabadfürdő, parkok, gyönyörű épületek, és mindez csodálatos erdei környezetben. [6]
- Szatmár-Beregi Kórház és Gyógyfürdő - Fehérgyarmat [7]
- Kisvárdai Várfürdő - Kisvárda [8]

### Kulturális rendezvények
Kiemelkedő látnivalót jelentenek az évenként megrendezett hagyományos nagyrendezvények: a Hortobágyi Lovasnapok és a hídivásár, valamint a Debreceni Virágkarnevál.